# Pipistrel Panthera
El Pipistrel Panthera es un avión utilitario en proceso de desarrollo por parte de la compañía eslovena Pipistrel. Se trata de un avión ligero de 4 plazas, con motor bóxer. 
Está previsto que del Panthera se desarrollen dos versiones: una con motor híbrido y otra con motor eléctrico. Estas dos variantes permitirán transportar tan solo a 2 personas, debido al espacio requerido por los sistemas del motor.

## Especificaciones
Referencia datos: Pipistrel.si

### Características generales
- Tripulación: 1
- Capacidad: 3 pasajeros
- Longitud: 8,1 m (26,5 ft)
- Envergadura: 10,9 m (35,6 ft)
- Altura: 1,9 m (6,2 ft)
- Superficie alar: 10,9 m² (117,3 ft²)
- Peso máximo al despegue: 1200 kg (2644,8 lb)
- Planta motriz: 1× motor bóxer Lycoming IO-390.
  - Potencia: 145 kW (200 HP; 197 CV)

### Rendimiento
- Velocidad nunca excedida (Vne): 407 km/h (253 MPH; 220 kt)
- Velocidad crucero (Vc): 374 km/h (232 MPH; 202 kt)
- Velocidad de entrada en pérdida (Vs): 109 km/h (68 MPH; 59 kt)
- Alcance: 1900 km (1026 nmi; 1181 mi)
- Régimen de ascenso: 6,1 m/s (1201 ft/min)